# Richard Hawkins
För andra betydelser, se Richard Hawkins (olika betydelser).

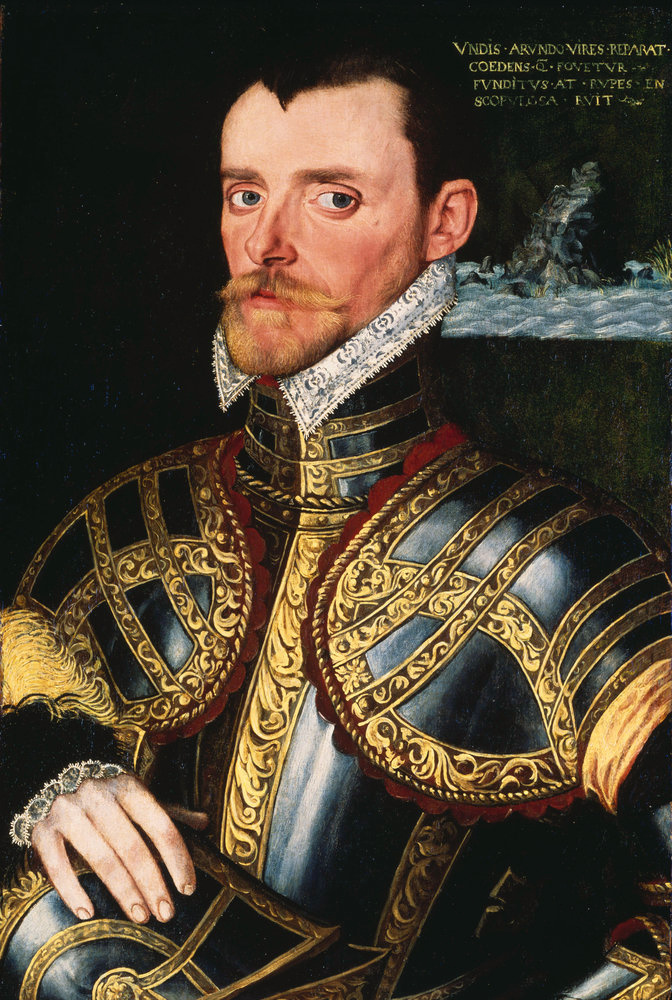
Richard Hawkins

Richard Hawkins, född 1562, död den 17 april 1622, var en engelsk sjöfarande, son till John Hawkins.
Hawkins tjänade en tid under sin fars befäl och slogs vid flera tillfällen mot spanjorerna. År 1593 utrustade han på egen bekostnad en eskader av tre fartyg för att hemsöka spanjorerna på Sydamerikas kuster. 
Han seglade längs Chiles och Perus kuster, plundrande och bortsnappande fartyg. I en förtvivlad strid i viken vid Catamez blev hans skepp taget och han själv fången samt förd till Spanien, men efter några år frigiven. 
Ledamot av parlamentet och viceamiral blev han 1604. Han utgav The observations of Sir Richard Hawkins knight, in his voyage into the South Sea (1622), upptecknade ur minnet och ganska otillförlitliga.